# Medmassa hiekae
Medmassa hiekae är en spindelart som beskrevs av Lucien Berland 1922. Medmassa hiekae ingår i släktet Medmassa och familjen flinkspindlar.
Artens utbredningsområde är Etiopien. Inga underarter finns listade i Catalogue of Life.